# Jusepe Leonardo

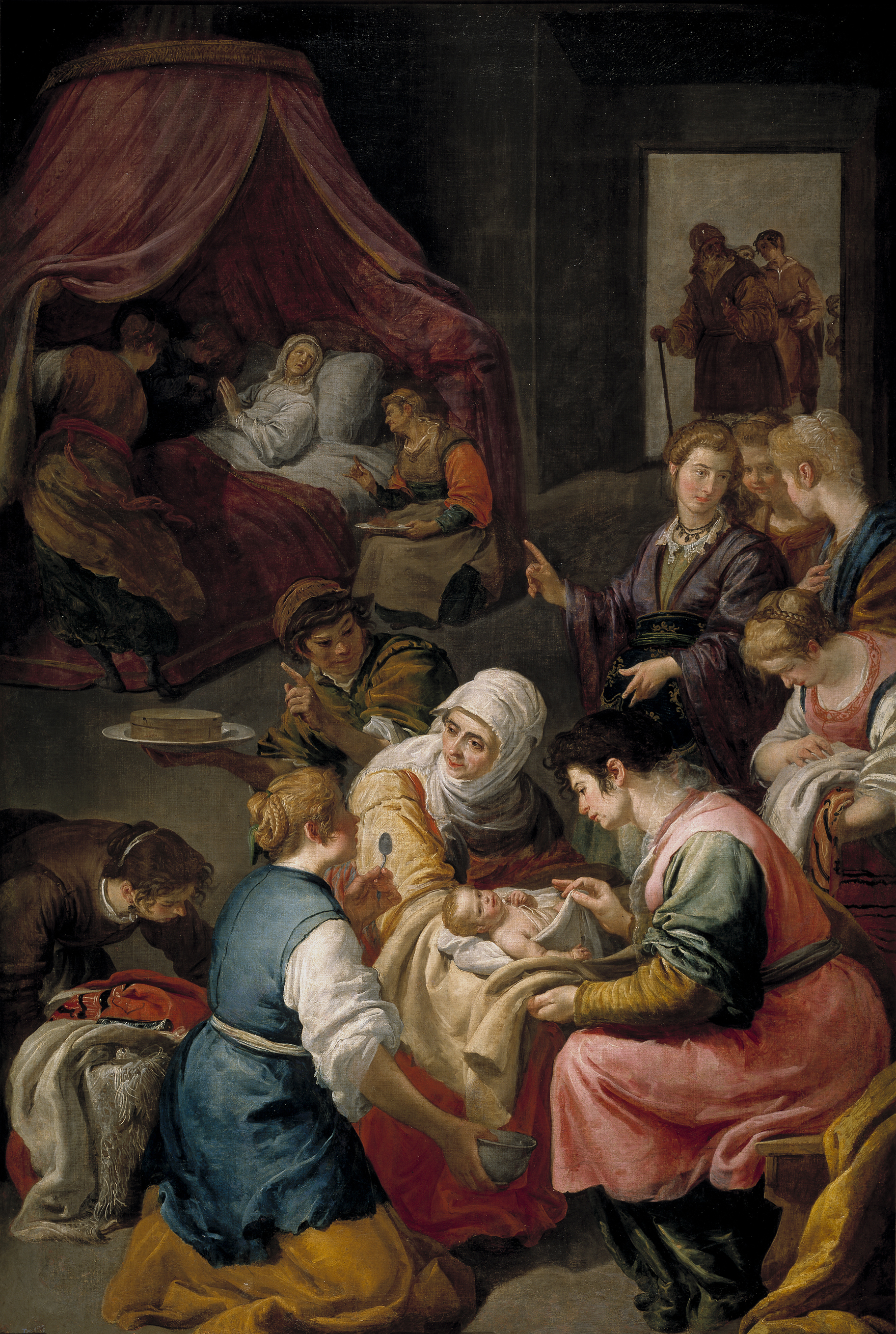
Jusepe Leonardo, Nacimiento de la Virgen, óleo sobre lienzo, 180 x 122 cm, Museo del Prado, Madrid. El sentido espacial aproxima la pintura de Leonardo a la obra de Velázquez.

Jusepe Leonardo de Chavacier (o Chabacier), según el nombre que le dio Jusepe Martínez, aunque él se llamaba en realidad José y así firmaba sus obras (Calatayud, 1601-Zaragoza, c.1653), fue un pintor barroco español.

## Biografía
De familia judeoconversa por parte materna, muy joven, al quedar huérfano de madre, fue enviado a Madrid donde ya en 1616 vivía en casa del pintor Pedro de las Cuevas, recibiendo sus enseñanzas. Allí residía aún, cuando en 1622 contrajo matrimonio en la iglesia de san Sebastián con María de Cuéllar, viuda del pintor Francisco del Moral y seis años mayor que él. Al mismo tiempo pudo recibir enseñanzas de Eugenio Cajés, cuyo estilo se pone de manifiesto en sus primeras obras. Nada se sabe de su trabajo en estos años hasta 1625, fecha del retablo mayor de la iglesia parroquial de Santiago en Cebreros (Ávila).
En 1632 se le ha documentado encargándose de las pinturas del monumento de Semana Santa de la iglesia de Santa María de la Almudena. A lo largo de esta década continuará recibiendo pagos por la decoración de los monumentos de Santa María, en 1633 por la pintura de una Flagelación de Cristo y una Oración en el huerto, en 1638 por la pintura de toda la estructura con acabado jaspeado, y en 1639 por pintar nuevamente las columnas y gradas del monumento.
En 1634 fue llamado a participar en la decoración del Salón de Reinos del Palacio del Buen Retiro, donde se estaba llevando a cabo un programa de exaltación de la monarquía hispana bajo la supervisión artística de Velázquez. A Leonardo se le encargaron dos de los cuadros de batallas: la Rendición de Juliers y El socorro de Brisach. Un año más tarde se le encuentra inscrito como pintor al servicio del arzobispado de Toledo, a la vez que recibía un nuevo encargo de la Corte: la decoración al temple y al óleo de la planta baja o gruta de la ermita de San Jerónimo en los jardines del Buen Retiro, indicándosele en el contrato que el trabajo debía estar hecho «a la satisfacción» de Francisco de Rioja, que por su relación con Olivares supervisaba las labores decorativas con responsabilidad, probablemente, sobre los programas iconográficos.

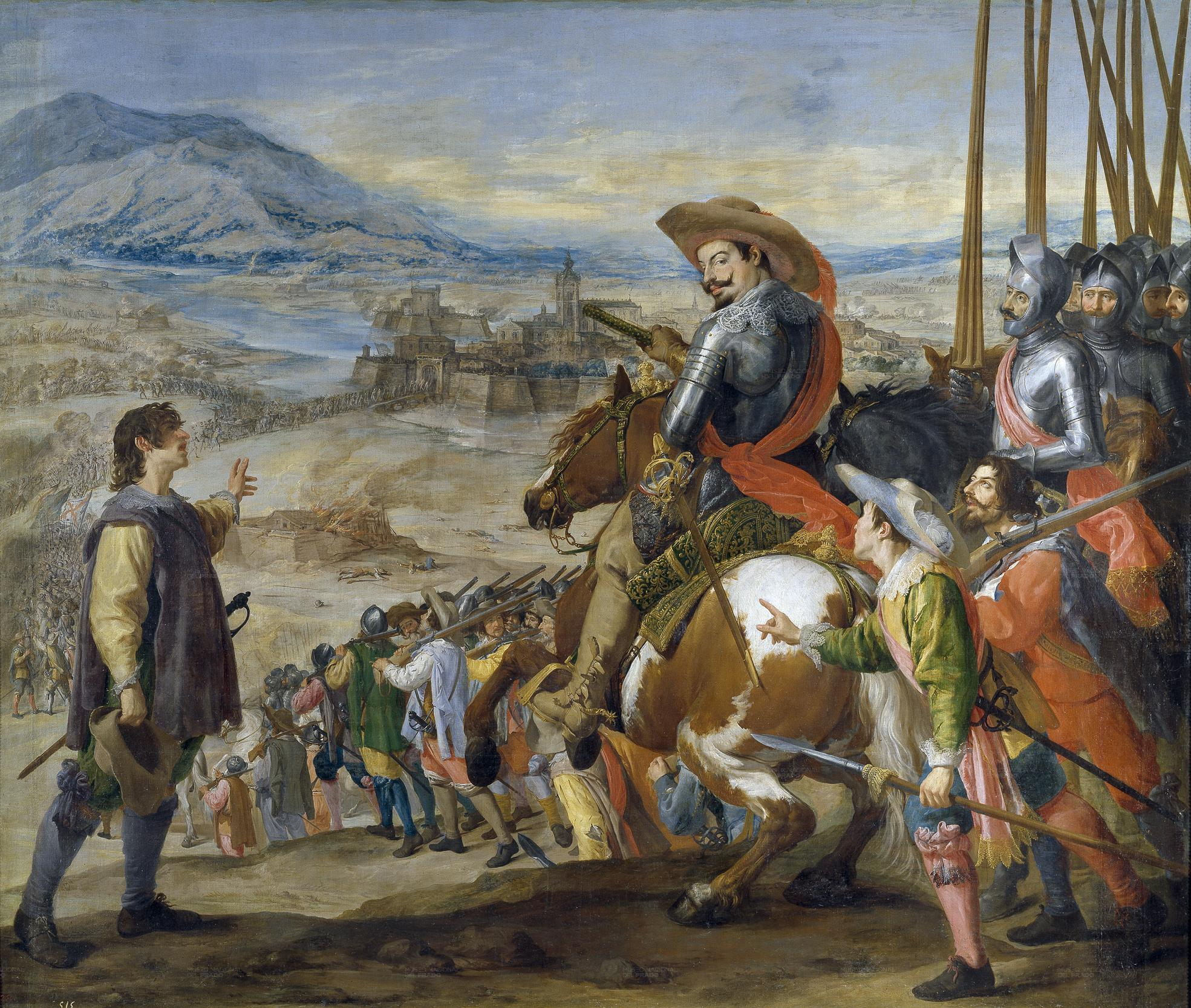
El socorro de Brisach, 1635, Madrid, Museo del Prado, decoró el Salón de Reinos del Palacio del Buen Retiro.

Posteriormente volverá a ser llamado para trabajar en la Corte con regularidad, participando en las más importantes empresas decorativas que se llevan a cabo en los palacios reales en estos años: 1637, tres vistas de los Reales Sitios para la Torre de la Parada; 1639, juntamente con Félix Castelo, ocho retratos de reyes para el Salón Nuevo; 1641, bóveda de la segunda pieza de la capilla del Real Alcázar de Madrid, encargos que no le servirían, sin embargo, para obtener el nombramiento de Pintor del Rey que solicitó en 1638, al quedar vacante la plaza de Eugenio Cajés. Entre tanto hará compatible su trabajo en la Corte con los encargos para las iglesias del arzobispado de Toledo (1639, lienzos para la iglesia de la Magdalena de Getafe y el retablo mayor de la iglesia de La Torre de Esteban Hambrán).
Aunque la naturaleza de los documentos conservados apenas permiten decir nada de la personalidad del artista, a través de ellos parece posible descubrir a un hombre de carácter bondadoso, piadoso y leal con los amigos. De su religiosidad puede dar testimonio el censo que fundó en 1632, junto con su mujer, en favor de la iglesia de la Almudena, o su ingreso en 1642 en la cofradía del Santísimo Sacramento de la iglesia de San Sebastián. En lo que a su carácter amigable se refiere, existe constancia de su relación con el escultor Manuel Pereira al menos desde 1626, actuando ambos como testigos en una boda, y tenemos conocimiento de que en 1635, estando Pereira en la cárcel, Leonardo salió como su fiador.
A partir de 1644 las noticias escasean y faltan por completo las obras. Consta, en cambio, que en 1648 Angelo Nardi cobró por la pintura del relicario de la capilla del Alcázar de Madrid que él había sido incapaz de terminar.
Víctima de la locura, en fecha incierta fue trasladado a Zaragoza, siendo ingresado en el hospital de Nuestra Señora de Gracia, también llamado la Casa de Locos. Según Jusepe Martínez había sido una bebida que le dieron por envidia la que le hizo perder el juicio. Se desconoce la fecha de su fallecimiento, pero ya en 1653 María de Cuéllar firmaba un poder como viuda. Antonio Palomino, pocas veces acertado en las fechas, dice que falleció en 1656 «con la demencia en lo mejor de su edad, con gran sentimiento de todos los que le conocieron y trataron en su sano juicio, cuando apenas tenía cuarenta años de edad».

## Obra

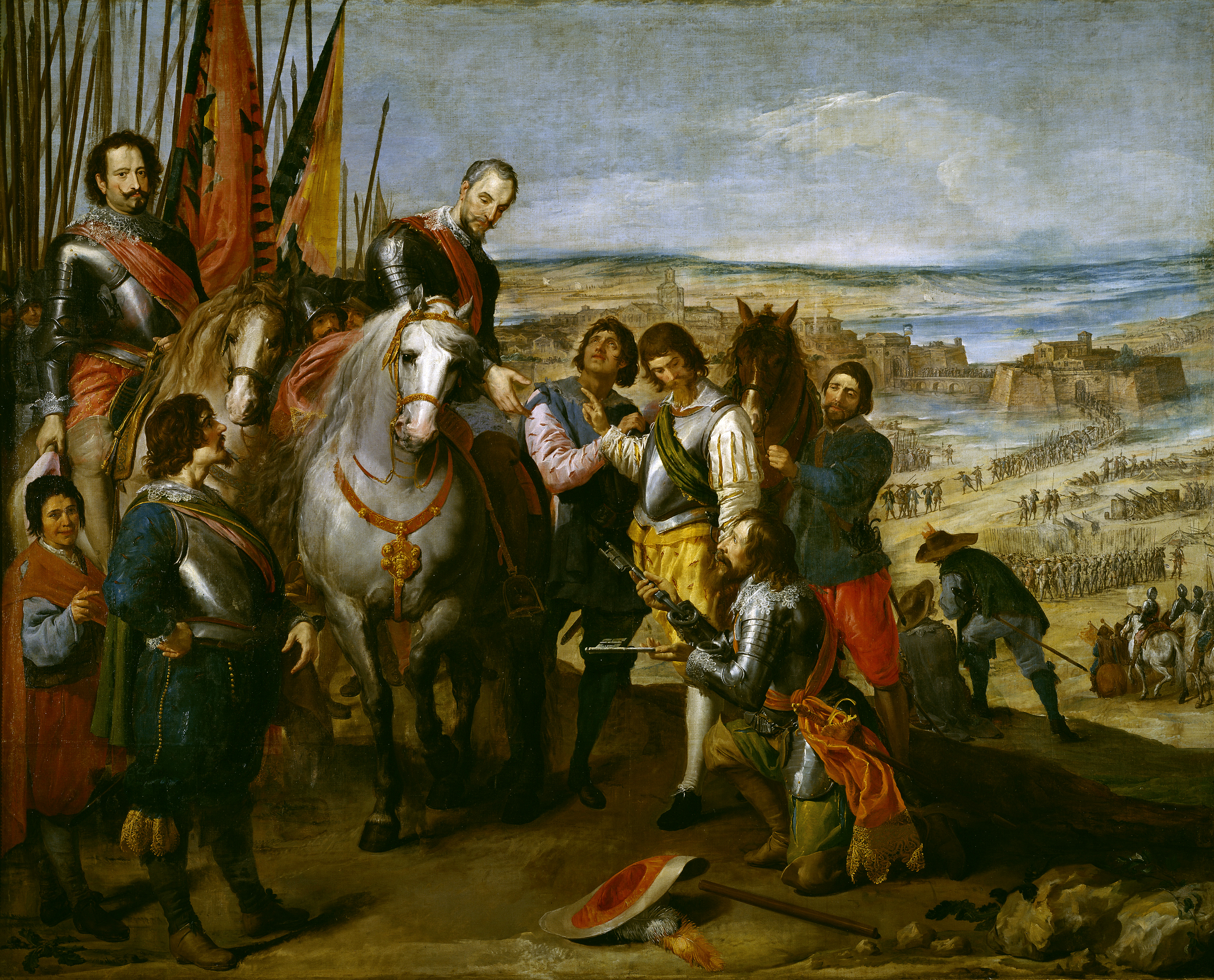
Rendición de Juliers, 1635, óleo sobre lienzo, 307 x 381 cm, Madrid, Museo del Prado, decoró el Salón de Reinos del Palacio del Buen Retiro.

En los lienzos del retablo de Cebreros (1625), José Leonardo se muestra como un pintor manierista rezagado que alarga el canon de sus figuras y aplica contraluces con preocupación tenebrista. Aunque indiscutiblemente próximo a Cajés, es capaz de independizarse de sus tipos característicos y crear composiciones equilibradas. Sin abandonar esos rasgos, el encuentro con Velázquez en 1634 en la decoración del Salón de Reinos, potenciando su sentido del color, enriquece y da un valor nuevo a su pintura. En ese sentido se ha dicho que Leonardo es el mejor discípulo de Velázquez y quien mejor comprendió sus preocupaciones por la luz y el color. En los dos lienzos que pintó para este programa decorativo, la Rendición de Juliers y el Socorro de Brisach, Museo del Prado, sabiamente compuestos, algunas figuras y detalles puntuales, como las propias lanzas o el escorzo del caballo del duque de Feria, inspirado en el Conde-Duque a caballo, pueden haber sido tomados de Velázquez, pero es sobre todo el delicado sentido del color lo que aproxima estas obras a las del maestro sevillano. 
Esa misma sensibilidad se traslada a algunas de sus obras que, por su nuevo sentido del color, deben corresponder a esta época, como el Nacimiento de la Virgen y el San Sebastián, uno de los más bellos desnudos de la pintura española, ambos del Museo del Prado, o la Serpiente de bronce de la Real Academia de Bellas Artes de San Fernando, con su exhibición de dominio del escorzo. Una preocupación espacial, cercana también a la sensibilidad velazqueña, manifiesta en sus últimas pinturas para el retablo de la Magdalena de Getafe, Magdalena despojándose de sus joyas y Magdalena a los pies de Cristo, y en el San Juan Bautista de Los Angeles County Museum, obra firmada pero de fecha desconocida, en la que se perciben huellas de la pintura veneciana que el pintor pudo conocer mientras trabajaba en palacio. 
José Leonardo cultivó otros géneros, como el paisaje y quizá el retrato, de los que nada seguro de su mano se ha conservado. La vista del Palacio del Buen Retiro en 1636 (Palacio Real de Madrid), es obra atribuida. De los retratos de reyes pintados para el Buen Retiro se conserva el Alarico (Museo del Prado, depositado en el Museo del Ejército), obra estimable, pero obviamente no un retrato. En paralelo con sus principales encargos para la Corte se dedicó a la decoración de construcciones efímeras religiosas. También practicó la pintura mural al temple y se ocupó del policromado de alguna escultura de su amigo Manuel Pereira, como la imagen del Santo Cristo encargada a ambos artistas por la fábrica de Santa María de la Almudena en 1633.